# Vates biplagiata
Vates biplagiata är en bönsyrseart som beskrevs av Sjostedt 1930. Vates biplagiata ingår i släktet Vates och familjen Mantidae. Inga underarter finns listade i Catalogue of Life.